# Tragedia de la boda en Bajdida
El 26 de septiembre de 2023, alrededor de las 22:45 hora local, se produjo un incendio en el salón de bodas Al Haytham durante una boda cristiana en Bajdida, distrito de Al-Hamdaniya, gobernación de Nínive, Irak. Fue causado por bengalas lanzadas dentro del salón. De las aproximadamente 1.000 personas presentes, al menos 114 murieron y al menos 150 resultaron heridas.

## El incendio
Se estima que en la boda estuvieron presentes unas 1.000 personas. Según testigos presenciales, el incendio se inició debido a las bengalas que se encendieron cuando la pareja comenzó a bailar juntos. Las chispas de las bengalas prendieron fuego a las decoraciones suspendidas que, al caer, se extendieron rápidamente a otros materiales inflamables sobre las mesas. Imágenes de video desde el interior del lugar muestran pirotecnia disparándose desde el piso e incendiando partes del techo mientras los novios bailaban lentamente.
El padre del novio indicó que en el salón no había extintores ni otras medidas de seguridad. Por razones desconocidas, las luces se apagaron, lo que hizo más difícil para las personas escapar. Según se informa, el techo "se incendió en tres segundos" y se desplomó sobre las personas presentes. Para ayudar a la gente a evacuar el edificio rápidamente, una excavadora destruyó partes del muro.

## Víctimas
Según el vicegobernador de Nínive, Hasan al-Allaq, 114 personas murieron y al menos 150 resultaron heridas. De los 114 muertos, alrededor de 30 fueron identificados por familiares, y el resto requirió identificación por ADN debido a quemaduras. Los heridos fueron trasladados a hospitales cercanos. Un periodista iraquí dijo que no había suficiente equipo médico para atender a las víctimas.   
De los heridos, la mayoría sufrieron quemaduras totales y mientras que a otros les quemaron entre el 50 y el 60% de su cuerpo. Al contrario de lo que se informó inicialmente, los novios sobrevivieron.

## Investigación
El Primer Ministro Mohammed Shia' Al Sudani dijo que se establecería un comité de investigación y ordenó a todas las autoridades pertinentes que intensificaran las inspecciones de edificios y la verificación de los procedimientos de seguridad. Catorce personas han sido arrestadas en relación con el incendio, y el ministro del Interior, Abdul Amir al-Shammari, declaró que los resultados de la investigación deberían publicarse poco después del incendio.
Las autoridades atribuyeron la propagación del incendio a que el exterior del salón de bodas estaba cubierto con un tipo de revestimiento de “panel sándwich” altamente inflamable y de bajo costo al que también se le atribuyó el incendio del hospital de Bagdad en 2021 y que fue prohibido en el país. La propagación se vio exacerbada por materiales de construcción inflamables y paneles prefabricados que violaban las normas de seguridad. Debido a la combustión de los paneles compuestos, que contenían plástico, el fuego se propagó muy rápidamente y liberó gases tóxicos.

## Responsabilidades
Las fuerzas de seguridad arrestaron a diez empleados, al propietario y a tres responsables de los fuegos artificiales. El Primer Ministro Al Sudani anunció tres días de luto nacional. El 28 de septiembre visitó Bajdida para visitar "a los heridos y a las familias de las víctimas".